# 3-тя армія (Російська імперія)
3-тя армія (3 А, рос. 3-я армия) — загальновійськове оперативне об'єднання з'єднань, частин Київського військового округу, під час Першої світової війни.

## Склад
Польове управління (штаб 3 А) утворене в липні 1914 року при штабі Київського військового округу. Наприкінці 1917 року штаб армії розташовувався в Полоцьку. Ліквідований на початку 1918 року.
На початку війни до складу армії входили:
- Польове управління (штаб 3 А)
- IX армійський корпус
- X армійський корпус
- XI армійський корпус
- XXI армійський корпус

Наприкінці війни до складу армії входили:
- XV армійський корпус
- XX армійський корпус
- XXXV армійський корпус

## У складі
- Південно-Західного фронту (липень 1914 — червень 1915);
- Північно-Західного фронту (червень — серпень 1915);
- Західного фронту (серпень 1915 — червень 1916);
- Південно-Західного фронту (червень — липень 1916);
- Західного фронту (липень 1916 — початок 1918).

## Командувачі
- 19.07.1914-03.09.1914 — генерал від інфантерії Рузський Микола Володимирович
- 03.09.1914-20.05.1915 — генерал від інфантерії Радко-Дмитрієв Радко Дмитрович
- 03.06.1915-03.08.1917 — генерал від інфантерії Леш  Леонід Вільгельмович
- 03.08.1917-11.08.1917 — генерал-лейтенант Квецінський Михайло Федорович
- 11.08.1917-09.09.1917 — генерал-лейтенант Ціхович Януарій Казимирович
- 12.09.1917-09.10.1917 — генерал-лейтенант Одішелідзе Ілля Зурабович
- 09.09.1917-08.11.1917 — генерал-лейтенант Парський Дмитро Павлович.
- 08.11.1917 — підпоручник Анучин Сергій Андрійович